# Квадрелето (Терни)
Квадрелето је насеље у Италији у округу Терни, региону Умбрија.
Према процени из 2011. у насељу је живело 135 становника. Насеље се налази на надморској висини од 209 м.